# 卵巢靜脈
卵巢靜脈（英語：Ovarian vein）為女性生殖腺靜脈（gonadal vein），攜帶去氧血從其相應的卵巢到下腔靜脈、或是它其中的一個支脈。對於女性而言卵巢靜脈相對於男性的精索靜脈，並且是卵巢動脈（Ovarian artery）的靜脈之對應部分。可以在卵巢懸韌帶中發現到。

## 卵巢靜脈結構
卵巢靜脈是個成對的靜脈，每一條靜脈都提供給一個卵巢。
- 右卵巢靜脈穿過卵巢懸韌帶，且連結到下腔靜脈。
- 左卵巢靜脈會連結到左腎靜脈（Renal vein）。[2][3]

## 病理
卵巢靜脈的血栓形成與產後子宫内膜炎、盆腔炎（Pelvic inflammatory disease/PID）、憩室炎（Diverticulitis）、闌尾炎，以及婦外科（Gynecological surgery）等均有關係。

## 外部連結
- 人体解剖学在线（Human Anatomy Online）网站上的相关图片：40:13-0103 - "Posterior Abdominal Wall: Tributaries to the Inferior Vena Cava"